# Малая косатка
Ма́лая коса́тка, или чёрная косатка (лат. Pseudorca crassidens), — млекопитающее из монотипного рода малые косатки (Pseudorca) семейства дельфиновые (Delphinidae).
Могут скрещиваться с афалинами (Tursiops truncatus), давая гибриды — косаткодельфинов.

## Внешний вид
Общий окрас чёрный или тёмно-серый, с белой полосой на брюшной стороне. У некоторых особей на голове и по бокам более бледная серая окраска. Голова округлая, лоб имеет форму дыни. Тело вытянутое. Спинной плавник серповидной формы, выступает с середины спины, грудные плавники острые. Верхняя челюсть более длинная, чем нижняя.

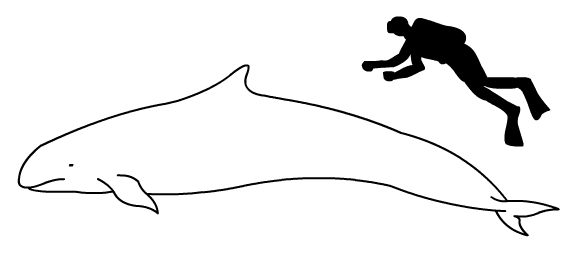
Размеры малой косатки в сравнении с человеком

Взрослые самцы малой косатки достигают 3,7—6,1 м в длину, взрослые самки — 3,5—5 м. Масса тела колеблется от 917 до 1842 кг. Новорождённые составляют 1,5—1,9 м в длину и весят около 80 кг. Спинной плавник может достигать 18—40 см в высоту. Телосложение более крепкое, чем у других дельфинов. Длина плавника приблизительно в десять раз меньше длины тела. На его середине обычно находится хорошо заметная выемка, концы плавника острые. С каждой стороны челюсти присутствует по 8—11 зубов.
Длина черепа у самок 55—59 см, у самцов — 58—65 см. Количество позвонков 47—52: 7 шейных, 10 грудных, 11 поясничных, и 20—23 хвостовых. У малых косаток 10 пар рёбер.
Этот вид часто путают с афалинами (Tursiops truncatus), короткоплавниковыми гриндами (Globicephala macrorhynchus) и обыкновенными гриндами (Globicephala melas), поскольку они обитают в одном регионе. Тем не менее у афалин есть клювы, а у гринд и малых косаток существуют заметные различия в строении спинного плавника.

## Поведение
Малые косатки обитают в тропических и умеренных морях. Иногда приплывают к берегу, однако предпочитают оставаться на больших глубинах. Погружаются на глубину до 2 км.
Проживают в группах, в которых может находиться до нескольких сотен косаток самого разного возраста. Такие большие группы обычно разделены на более мелкие. В среднем их численность составляет 10—30 особей.
Малые косатки очень часто выбрасываются на берег в огромных количествах. Массовое выбрасывание на берег было зарегистрировано на пляжах в Шотландии, Цейлоне, Занзибаре и вдоль берегов Великобритании.
Для общения между собой используют эхолокацию в диапазоне от 20 до 60 кГц, иногда 100—130 кГц. Как и другие косатки, малые косатки могут издавать такие звуки, как свист, визг, или менее отчётливые пульсирующие звуки. Пронзительный свист китов можно услышать с глубины 200 м.

## Питание
Малые косатки относятся к плотоядным животным, питаясь в основном рыбой и кальмарами, для чего довольно быстро передвигаются. Иногда могут поедать морских млекопитающих, таких как тюлени или морские львы. Из рыбы основу питания составляют лосось (Oncorhynchus), скумбрия (Sarda lineolata), сельдь (Pseudosciana manchurica) и окунь (Lateolabrax japonicus).

## Размножение
Несмотря на то, что малые косатки размножаются круглый год, его пик приходится на период с конца зимы до ранней весны. Беременность продолжается 11—15,5 месяцев. Рождается только один китёнок. Он остаётся с матерью в течение 18—24 месяцев, в этом же возрасте происходит отлучение от груди. Половая зрелость наступает в 8—10 лет у самцов и в 8—11 лет у самок. После родов самки не могут рожать детёнышей в среднем 6,9 лет.
Китята способны к самостоятельному передвижению уже сразу после рождения. После отлучения они, как правило, остаются в одной социальной группе со своей матерью.
В дикой природе самцы живут в среднем 57,5 лет, самки — 62,5 года. Продолжительность жизни в неволе неизвестна.

## Распространение
Малые косатки распространены по всей территории Атлантического, Тихого и Индийского океанов. На севере они не заплывают севернее 50° с. ш., на юге — южнее 52° ю. ш.
Этот вид можно встретить в Новой Зеландии, Перу, Аргентине, Южной Африке, в северной части Индийского океана, Австралии, Индо-Малайском архипелаге, на Филиппинах и на севере Жёлтого моря. Малые косатки обнаружены в Японском море, в прибрежных провинциях Британской Колумбии, Бискайском заливе, Красном и Средиземном морях. Некоторые особи обитают в Мексиканском заливе и вокруг Гавайских островов.

## Охранный статус
В прибрежных водах Китая и Японии численность малых косаток оценивается приблизительно в 16 000 особей, в Мексиканском заливе — в 1038 особей, на Гавайских островах — 268, в восточной части Тихого океана популяция этого вида состоит из приблизительно 39 800 животных.
Несмотря на то, что существуют противоречия по поводу снижения численности малых косаток, есть убедительные доказательства уменьшения количества хищных рыб в местах обитания косаток. Это обстоятельство и может привести к снижению их численности.
В Японии малых косаток используют в качестве источника продовольствия, так же как и в Карибском море их убивают ради мяса и жира. Значительное число, возможно, было убито на острове Тайвань. Вокруг острова Ики около 900 косаток было убито в период рыболовства с 1965 по 1980 год.
В северной части Австралии косатки нередко запутываются в рыболовных сетях. Они также могут проглатывать пластиковый мусор и упаковки, что нередко приводит к смерти. Как и многие другие киты, малые косатки уязвимы для сильных звуков, таких как гидролокаторы кораблей и сейсмическая разведка. Прогнозируемые глобальные изменения климата на Земле также могут негативно повлиять на численность их популяции, хотя более точные прогнозы неизвестны.
Включены в Приложение II СИТЕС.

## Галерея
|                                              |  |  |  |
| Малые косатки на представлении в дельфинарии |  |  |  |